# Saint-Quentin-au-Bosc
Saint-Quentin-au-Bosc är en kommun i departementet Seine-Maritime i regionen Normandie i norra Frankrike. Kommunen ligger i kantonen Envermeu som tillhör arrondissementet Dieppe. År 2018 hade Saint-Quentin-au-Bosc 108 invånare.

## Befolkningsutveckling
Antalet invånare i kommunen Saint-Quentin-au-Bosc
| Referens: INSEE |